# UFC 203
UFC 203: Miocic vs. Overeem è stato un evento di arti marziali miste tenuto dalla Ultimate Fighting Championship svolto il 10 settembre 2016 al Quicken Loans Arena di Cleveland, Stati Uniti.

## Retroscena
Questo è stato il primo evento organizzato dalla UFC a Cleveland.
Nel main event della card si affrontarono, per il titolo dei pesi massimi UFC, l'attuale campione Stipe Miočić e l'ex campione dei pesi massimi Strikeforce Alistair Overeem.

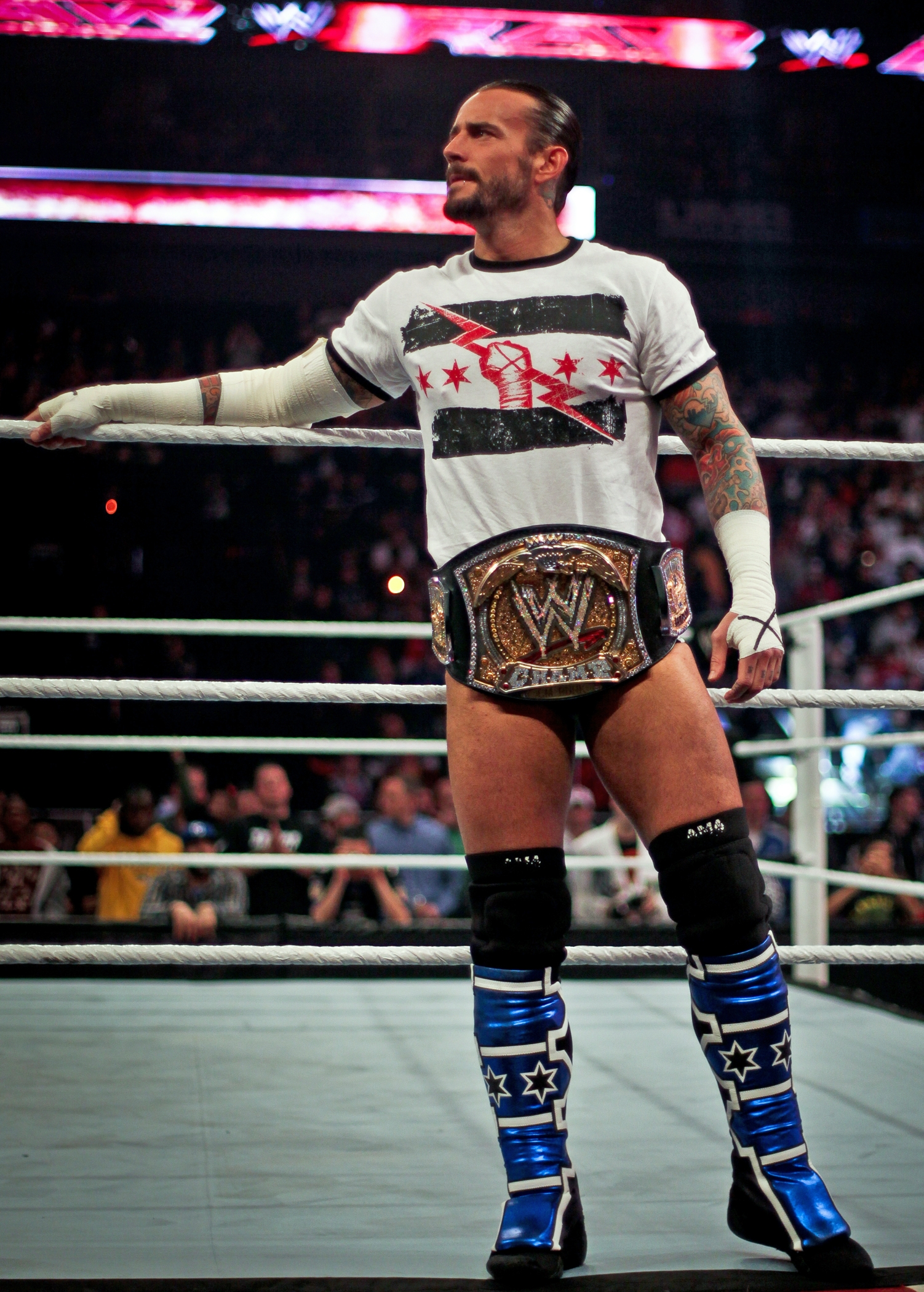
La firma per la UFC da parte di CM Punk, venne annunciata durante la messa in onda di UFC 181, del 6 dicembre 2014

Il debutto nelle MMA da parte dell'ex wrestler e due volte WWE Champion CM Punk avvenne in questo evento. Punk firmò un contratto con la UFC a dicembre del 2014, ma non poté combattere in breve tempo a causa di alcuni infortuni subiti nella sua carriera da wrestler e soprattutto per ricevere un buon addestramento nelle arti marziali miste. Come avversario affrontò nella categoria dei pesi welter Mickey Gall. Qualche giorno prima dell'evento venne notificato che CM Punk non aveva i requisiti stabiliti dalla commissione atletica dell'Ohio, ovvero quello di aver almeno disputato cinque incontri amatoriali prima di passare come professionista; alla fine venne deciso di chiudere un occhio per questa occasione.
Ben Rothwell avrebbe dovuto affrontare l'ex campione dei pesi massimi UFC Fabrício Werdum. Tuttavia, l'11 aprile, Rothwell venne rimosso dall'incontro per infortunio. Il suo team coach rivelò che Ben aveva subito uno stranno al menisco e quindi dovrà sottoporsi a un intervento per riparare il legamento crociato anteriore. Al suo posto venne inserito Travis Browne; i due si erano già affrontati in passato, il primo incontro venne vinto da Werdum per decisione unanime.
Il match dei pesi leggeri tra Erik Koch e Drew Dober doveva svolgersi all'evento UFC 195, ma Koch venne rimosso dalla card per infortunio e l'intero incontro venne riorganizzato per questo evento. Tuttavia, Koch subì un altro infortunio e venne sostituito da Jason Gonzales.
Mairbek Taisumov doveva vedersela con Nik Lentz, ma ebbe problemi con il visto d'ingresso per gli Stati Uniti, quindi venne sostituito da Michael McBride.
Il 5 settembre, venne annunciato che l'incontro tra Damir Hadzovic e Yusuke Kasuya dovrà essere posticipato a ottobre per un evento futuro, dopo che Hadzovic ebbe problemi con il visto d'ingresso.
Ray Borg avrebbe dovuto affrontare Ian McCall. Tuttavia, Borg venne rimosso dalla card il 7 settembre per infortunio. A causa del pochissimo tempo a disposizione, non venne trovato un altro lottatore per poterlo accoppiare a McCall.
Michael McBride superò il limite di peso della sua categoria, pesando esattamente 71,7 kg. Venne quindi penalizzato con la detrazione del 20% dal suo stipendio.
Il giorno dell'evento, C.B. Dollaway venne rimosso dal match contro Francimar Barroso a causa di un incidente avvenuto all'interno di un ascensore guasto. A seguito di ciò, anche Barroso venne rimosso dalla card.

## Risultati
|                                                   | Divisione             |                  |                 |                   | Metodo                                      | Round           | Tempo           | Premio          |
| Card Principale                                   | Card Principale       | Card Principale  | Card Principale | Card Principale   | Card Principale                             | Card Principale | Card Principale | Card Principale |
| ------------------------------------------------- | --------------------- | ---------------- | --------------- | ----------------- | ------------------------------------------- | --------------- | --------------- | --------------- |
| Sfida valida per il titolo di campione indiscusso | Pesi Massimi          | Stipe Miočić (c) | batte           | Alistair Overeem  | KO (pugni)                                  | 1               | 4:27            | FOTN            |
|                                                   | Pesi Massimi          | Fabrício Werdum  | batte           | Travis Browne     | Decisione unanime (29-28, 29-27, 30-27)     | 3               | 5:00            |                 |
|                                                   | Pesi Welter           | Mickey Gall      | batte           | CM Punk           | Sottomissione (rear-naked choke)            | 1               | 2:14            |                 |
|                                                   | Pesi Gallo            | Jimmie Rivera    | batte           | Urijah Faber      | Decisione unanime (30-27, 30-27, 30-27)     | 3               | 5:00            |                 |
|                                                   | Pesi Paglia (F)       | Jéssica Andrade  | batte           | Joanne Calderwood | Sottomissione (ghigliottina)                | 1               | 4:38            | POTN            |
| Card Preliminare (Fox Sports 1)                   |                       |                  |                 |                   |                                             |                 |                 |                 |
|                                                   | Pesi Gallo (F)        | Bethe Correia    | batte           | Jessica Eye       | Decisione non unanime (29-28, 28-29, 29-28) | 3               | 5:00            |                 |
|                                                   | Pesi Medi             | Brad Tavares     | batte           | Caio Magalhaes    | Decisione non unanime (28-29, 30-27, 29-28) | 3               | 5:00            |                 |
|                                                   | Catchweight (71,7 kg) | Nik Lentz        | batte           | Michael McBride   | KO Tecnico (pugni)                          | 2               | 4:17            |                 |
|                                                   | Pesi Leggeri          | Drew Dober       | batte           | Jason Gonzalez    | KO Tecnico (pugni)                          | 1               | 1:45            |                 |
| Card Preliminare (UFC Fight Pass)                 |                       |                  |                 |                   |                                             |                 |                 |                 |
|                                                   | Pesi Welter           | Yancy Medeiros   | batte           | Sean Spencer      | Sottomissione (rear-naked choke)            | 2               | 0:49            | POTN            |

## Premi
I lottatori premiati ricevettero un bonus di 50.000 dollari.
Legenda:
- FOTN: Fight of the Night (vengono premiati entrambi gli atleti per il miglior incontro dell'evento)
- POTN: Performance of the Night (viene premiato il vincitore per la migliore performance dell'evento)

## Incontri Annullati
|  | Divisione         |                  |        |                   | Motivo                                            |
|  | ----------------- | ---------------- | ------ | ----------------- | ------------------------------------------------- |
|  | Pesi Massimi      | Fabrício Werdum  | contro | Ben Rothwell      | Rothwell subì un infortunio                       |
|  | Pesi Leggeri      | Erik Koch        | contro | Drew Dober        | Koch subì un infortunio                           |
|  | Pesi Leggeri      | Mairbek Taisumov | contro | Nik Lentz         | Taisumov ebbe problemi con il visto d'ingresso    |
|  | Pesi Leggeri      | Damir Hadzovic   | contro | Yusuke Kasuya     | Hadzovic ebbe problemi con il visto d'ingresso    |
|  | Pesi Mosca        | Ian McCall       | contro | Ray Borg          | Borg subì un infortunio                           |
|  | Pesi Mediomassimi | C.B. Dollaway    | contro | Francimar Barroso | Dollaway ebbe un incidente in un ascensore guasto |